# Turritopsoides brehmeri
Turritopsoides brehmeri är en nässeldjursart som beskrevs av Calder 1988. Turritopsoides brehmeri ingår i släktet Turritopsoides och familjen Oceanidae. Inga underarter finns listade i Catalogue of Life.